# Cratere Pictet
Pictet è un cratere lunare di 59,95 km situato nella parte sud-occidentale della faccia visibile della Luna.